# Gerald Scarfe
Gerald Anthony Scarfe (St John's Wood, 1 de junho de 1936) é um cartunista e desenhista britânico cujo trabalho é caracterizado por uma aparente obsessão pelo grotesco e pela doença, talvez resultante da sua doença asmática enquanto criança. Entre seus trabalhos inclui-se a parceria com o grupo Pink Floyd, especialmente no álbum The Wall (1979), sua adaptação cinematográfica de 1982, e a turnê subsequente (1980–81), além do videoclipe para "Welcome to the Machine".